# Jessica Muschamp
Jessica Alice Muschamp es una actriz australiana, conocida por haber interpretado a Sharon Davies en la serie Neighbours.

## Biografía
Es hija de Cath y el británico David, tiene dos hermanos Miranda y Casy Muschamp.
Jessica está casada con Nick, con quien tiene dos hijas Hollie y Hannah.

## Carrera
El 29 de julio de 1988, se unió al elenco de la popular serie australiana Neighbours, donde interpretó a Sharon Davies hasta el 7 de junio de 1990.
En 2004 apareció como invitada en un episodio de la serie policíaca Blue Heelers, donde interpretó a Jill Reynolds.

## Filmografía
Series de televisión
| Año         | Serie          | Personaje     | Notas                           |
| ----------- | -------------- | ------------- | ------------------------------- |
| 2004        | Fergus McPhail | Cliente       | episodio "The Grass Is Greener" |
| 2004        | Blue Heelers   | Jill Reynolds | episodio "A Mere Formality"     |
| 1988 - 1990 | Neighbours     | Sharon Davies | 199 episodios                   |

Películas
| Año  | Título     | Personaje | Notas |
| ---- | ---------- | --------- | --- |
| 1999 | Witch Hunt | Reportera | junto a Jacqueline Bisset, Cameron Daddo, Jerome Ehlers, Suzi Dougherty, Alexandra Schepisi, Sullivan Stapleton & Grant Piro |
| 1997 | The Ripper | Mucama    | junto a Patrick Bergin, Gabrielle Anwar, Samuel West, Michael York & Essie Davis                                             |

Directora y escritora
| Año  | Título       | Notas                 |
| ---- | ------------ | --------------------- |
| 2008 | Genre Bender | directora y escritora |

Teatro
| Año  | Obra           | Personaje | Director (a)  | Teatro                  | Notas                                                               |
| ---- | -------------- | --------- | ------------- | ----------------------- | ------------------------------------------------------------------- |
| 1996 | Brilliant Lies | -         | Anna Linstrum | Rosemary Branch Theatre | junto a Mitch Barber, Erin Geraghty, Bill Johnston & Andrew Peisley |